# Xylomelum
Xylomelum is een geslacht van grote bomen en struiken uit de familie Proteaceae. Het telt zeven soorten die voorkomen in Australië.

## Soorten
- Xylomelum angustifolium Kippist ex Meisn.
- Xylomelum benthamii Orchard
- Xylomelum cunninghamianum Foreman
- Xylomelum occidentale R.Br.
- Xylomelum pyriforme (Gaertn.) Knight
- Xylomelum salicinum A.Cunn. ex R.Br.
- Xylomelum scottianum (F.Muell.) F.Muell.

... · 
Adenanthos · 
Alloxylon · 
Banksia · 
Grevillea · 
Leucadendron · 
Macadamia · 
Persoonia · 
Protea · 
Toronia · 
Xylomelum · 
...